# Charles Orlando Porter
Charles Orlando Porter (ur. 4 kwietnia 1919 w Klamath Falls, Klamath County, Oregon, zm. 1 stycznia 2006) – amerykański polityk, prawnik, członek Izby Reprezentantów z ramienia Partii Demokratycznej.

## Życiorys
Od 1923 mieszkał wraz z rodziną w Eugene (Lane County, Oregon), gdzie uczęszczał do szkół. Studiował na Harvardzie, z przerwą na służbę wojskową w czasie II wojny światowej. Dosłużył się stopnia oficerskiego, przez pewien czas stacjonował w Europie. Odszedł do rezerwy w stopniu majora lotnictwa. W 1947 ukończył studia prawnicze na Harvardzie i został urzędnikiem w Sądzie Apelacyjnym w San Francisco. Od 1948 prowadził praktykę adwokacką.
Od stycznia 1956 do stycznia 1961 zasiadał w Izbie Reprezentantów USA w dwóch kolejnych kadencjach. Wspierał wiele kontrowersyjnych inicjatyw politycznych, m.in. rozbrojenie, nawiązanie bliższych kontaktów handlowych z ChRL oraz przyjęcie ChRL do ONZ w miejsce Tajwanu. Bez powodzenia ubiegał się o ponowny wybór do Kongresu w 1960. Powrócił wówczas do praktyki adwokackiej; nie został również wybrany do Izby Reprezentantów w 1966 i 1972, a w 1964 i 1976 przepadł już na etapie walki o rekomendację partyjną. W 1980 nie zyskał także poparcia Partii Demokratycznej w walce o miejsce w Senacie. Był przeciwnikiem wojny w Wietnamie.
Z małżeństwa z Priscillą (zmarłą w 2002) miał córkę (Anne) i trzech synów (Don, Chris, Sam).